# أبو موسى المديني
 أبو موسى المَدِينِيِّ (501 هـ - 581 هـ). هو؛ أبو موسى، محمد بن أبي بكر عمر بن أبي عيسى أحمد بن عمر بن محمد بن أحمد بن أبي عيسى، المديني، الأصبهاني، الشافعي، صاحب التصانيف، الإمام العلامة الحافظ الكبير، الثقة، شيخ المحدثين.

## حياته
ولد أبو موسى المديني في ذو القعدة 501 هـ، نشأ على طلب العلم صغيرا، فقد حرص عليه أبوه منذ نشأته، فسمَّعه حضورًا، ثم سماعًا كثيرًا من أصحاب أبي نُعيمٍ الحافظ، وطبقتهم. قرأ القرآن الكريم بالروايات، وتفقه على المذهب الشافعي، ومهر في النحو واللغة، وكان حافظ المشرق ، عاش حتى صار أوحد وقته وشيخ زمانه إسنادا وحفظا، وله من التصانيف التي أربى فيها على المتقدمين، وانتشر علمه في الآفاق، وكان يتميز بالثقة والعفة والإتقان والصلاح وحسن الطريقة وصحة النقل.
قال ابن النجار: انتشر علم أبي موسى في الآفاق، ونفع الله به المسلمين، واجتمع له ما لم يجتمع لغيره من الحفظ والعلم والثقة والإتقان والصلاح وحسن الطريقة وصحة النقل. قرأ القرآن بالروايات، وتفقه للشافعي، ومهر في النحو واللغة، وكتَب الكثير. رحل إلى بغداد، وحج سنة أربع وعشرين (524 هـ) وسنة اثنتين وأربعين (542 هـ).

## شيوخه
1. أبو القاسم الطلحي.
2. أبو الفضل محمد بن طاهر المقدسي.
3. والده؛ المُقرئ أبي بكر.

## تلاميذه
1. السمعاني.
2. أبو بكر الحازمي.
3. عبد الغني المقدسي.

## مؤلفاته
1. الطوالات (مجلدان).
2. ذيل معرفة الصحابة.
3. القنوت (مجلد واحد).
4. عوالي التابعين.
5. الحفظ والنسيان.
6. ذيل أنساب المحدثين.
7. كتاب الوظائف.
8. كتاب الترغيب الترغيب والترهيب.
9. المجموع المغيث في غريبي القرآن والحديث.
10. تتمَّة الغريبين.
11. اللطائف في رواية الكبار ونحوهم عن الصغار.
12. تضييع العمر في اصطناع المعروف إلى اللئام.

## وفاته
توفي أبو موسى المديني في 9 جمادى الأولى 581 هـ.